# Liste der Nummer-eins-R&B-Alben in den USA (1975)
Dies ist eine Liste der Nummer-eins-Alben in den von Billboard ermittelten Verkaufscharts für R&B-Alben in den USA im Jahr 1975. In diesem Jahr gab es neunundzwanzig Nummer-eins-Alben.
| ← 1974 ← | Liste der Nummer-eins-R&B-Alben in den USA | Liste der Nummer-eins-R&B-Alben in den USA | Liste der Nummer-eins-R&B-Alben in den USA  | 1976 →                    |
| \| Zeitraum \| Wo. ges. \| Interpret \| Titel \| Zusätzliche Informationen \| \| (Zeitraum, Wochen auf Platz eins, Interpret, Titel, zusätzliche Informationen) \| \| \| \| \| \| ------------------------------------------------------------------------------ \| -------- \| ------------------------------------ \| ---------------------------------------------- \| ------------------------- \| \| 28. Dezember 1974 – 3. Januar 1975 1 Woche (insgesamt 1) \| 1 \| Gladys Knight & the Pips \| I Feel a Song[1] \| - \| \| 4. Januar 1975 – 7. Februar 1975 5 Wochen (insgesamt 5) \| 5 \| Ohio Players \| Fire[2] \| - \| \| 8. Februar 1975 – 14. Februar 1975 1 Woche (insgesamt 1) \| 1 \| Carl Douglas \| Kung Fu Fighting and Other Great Love Songs[3] \| - \| \| 15. Februar 1975 – 21. Februar 1975 1 Woche (insgesamt 1) \| 1 \| The Spinners \| New and Improved[4] \| - \| \| 22. Februar 1975 – 28. Februar 1975 1 Woche (insgesamt 1) \| 1 \| B. T. Express \| Do It (’Til You’re Satisfied)[5] \| - \| \| 1. März 1975 – 21. März 1975 3 Wochen (insgesamt 3) \| 3 \| Average White Band \| AWB[6] \| - \| \| 22. März 1975 – 28. März 1975 1 Woche (insgesamt 1) \| 1 \| Al Green \| Al Green Explores Your Mind[7] \| - \| \| 29. März 1975 – 18. April 1975 3 Wochen (insgesamt 3) \| 3 \| Minnie Riperton \| Perfect Angel[8] \| - \| \| 19. April 1975 – 2. Mai 1975 2 Wochen (insgesamt 2) \| 2 \| Earth, Wind and Fire \| That’s the Way of the World[9] \| - \| \| 3. Mai 1975 – 9. Mai 1975 1 Woche (insgesamt 1) \| 1 \| The Temptations \| A Song for You[10] \| - \| \| 10. Mai 1975 – 16. Mai 1975 1 Woche (insgesamt 1) \| 1 \| Harold Melvin and the Blue Notes \| To Be True[11] \| - \| \| 17. Mai 1975 – 23. Mai 1975 1 Woche (insgesamt 1) \| 1 \| Grover Washington, Jr. \| Mister Magic[12] \| - \| \| 24. Mai 1975 – 30. Mai 1975 1 Woche (insgesamt 1) \| 1 \| Ramsey Lewis \| Sun Goddess[13] \| - \| \| 31. Mai 1975 – 6. Juni 1975 1 Woche (insgesamt 1) \| 1 \| Barry White \| Just Another Way to Say I Love You[14] \| - \| \| 7. Juni 1975 – 20. Juni 1975 2 Wochen (insgesamt 2) \| 2 \| The O’Jays \| Survival[15] \| - \| \| 21. Juni 1975 – 11. Juli 1975 3 Wochen (insgesamt 5) \| 5 \| Earth, Wind and Fire \| That’s the Way of the World \| - \| \| 12. Juli 1975 – 18. Juli 1975 1 Woche (insgesamt 1) \| 1 \| Van McCoy and the Soul City Symphony \| Disco Baby[16] \| - \| \| 19. Juli 1975 – 8. August 1975 3 Wochen (insgesamt 3) \| 3 \| The Isley Brothers \| The Heat Is On[17] \| - \| \| 9. August 1975 – 22. August 1975 2 Wochen (insgesamt 2) \| 2 \| Isaac Hayes \| Chocolate Chip[18] \| - \| \| 23. August 1975 – 29. August 1975 1 Woche (insgesamt 1) \| 1 \| Average White Band \| Cut the Cake[19] \| - \| \| 30. August 1975 – 5. September 1975 1 Woche (insgesamt 1) \| 1 \| War \| Why Can’t We Be Friends?[20] \| - \| \| 6. September 1975 – 19. September 1975 2 Wochen (insgesamt 2) \| 2 \| B. T. Express \| Non-Stop[21] \| - \| \| 20. September 1975 – 26. September 1975 1 Woche (insgesamt 4) \| 4 \| The Isley Brothers \| The Heat Is On \| - \| \| 27. September 1975 – 10. Oktober 1975 2 Wochen (insgesamt 2) \| 2 \| Ohio Players \| Honey[22] \| - \| \| 11. Oktober 1975 – 24. Oktober 1975 2 Wochen (insgesamt 2) \| 2 \| Richard Pryor \| … Is It Something I Said?[23] \| - \| \| 25. Oktober 1975 – 31. Oktober 1975 1 Woche (insgesamt 3) \| 3 \| Ohio Players \| Honey \| - \| \| 1. November 1975 – 14. November 1975 2 Wochen (insgesamt 2) \| 2 \| Al Green \| Al Green Is Love[24] \| - \| \| 15. November 1975 – 21. November 1975 1 Woche (insgesamt 1) \| 1 \| KC and the Sunshine Band \| KC and the Sunshine Band[25] \| - \| \| 22. November 1975 – 28. November 1975 1 Woche (insgesamt 1) \| 1 \| Natalie Cole \| Inseparable[26] \| - \| \| 29. November 1975 – 5. Dezember 1975 1 Woche (insgesamt 1) \| 1 \| Silver Convention \| Save Me[27] \| - \| \| 6. Dezember 1975 – 19. Dezember 1975 2 Wochen (insgesamt 2) \| 2 \| The Staple Singers \| Let’s Do It Again[28] \| - \| \| 20. Dezember 1975 – 26. Dezember 1975 1 Woche (insgesamt 1) \| 1 \| Grover Washington, Jr. \| Feels So Good[29] \| - \| |                                            |                                            |                                             |                           |
| ← 1974 |                                            |                                            |                                             | → 1976 →                  |
| Zeitraum | Wo. ges.                                   | Interpret                                  | Titel                                       | Zusätzliche Informationen |
| (Zeitraum, Wochen auf Platz eins, Interpret, Titel, zusätzliche Informationen) |                                            |                                            |                                             |                           |
| 28. Dezember 1974 – 3. Januar 1975 1 Woche (insgesamt 1) | 1                                          | Gladys Knight & the Pips                   | I Feel a Song                               | -                         |
| 4. Januar 1975 – 7. Februar 1975 5 Wochen (insgesamt 5) | 5                                          | Ohio Players                               | Fire                                        | -                         |
| 8. Februar 1975 – 14. Februar 1975 1 Woche (insgesamt 1) | 1                                          | Carl Douglas                               | Kung Fu Fighting and Other Great Love Songs | -                         |
| 15. Februar 1975 – 21. Februar 1975 1 Woche (insgesamt 1) | 1                                          | The Spinners                               | New and Improved                            | -                         |
| 22. Februar 1975 – 28. Februar 1975 1 Woche (insgesamt 1) | 1                                          | B. T. Express                              | Do It (’Til You’re Satisfied)               | -                         |
| 1. März 1975 – 21. März 1975 3 Wochen (insgesamt 3) | 3                                          | Average White Band                         | AWB                                         | -                         |
| 22. März 1975 – 28. März 1975 1 Woche (insgesamt 1) | 1                                          | Al Green                                   | Al Green Explores Your Mind                 | -                         |
| 29. März 1975 – 18. April 1975 3 Wochen (insgesamt 3) | 3                                          | Minnie Riperton                            | Perfect Angel                               | -                         |
| 19. April 1975 – 2. Mai 1975 2 Wochen (insgesamt 2) | 2                                          | Earth, Wind and Fire                       | That’s the Way of the World                 | -                         |
| 3. Mai 1975 – 9. Mai 1975 1 Woche (insgesamt 1) | 1                                          | The Temptations                            | A Song for You                              | -                         |
| 10. Mai 1975 – 16. Mai 1975 1 Woche (insgesamt 1) | 1                                          | Harold Melvin and the Blue Notes           | To Be True                                  | -                         |
| 17. Mai 1975 – 23. Mai 1975 1 Woche (insgesamt 1) | 1                                          | Grover Washington, Jr.                     | Mister Magic                                | -                         |
| 24. Mai 1975 – 30. Mai 1975 1 Woche (insgesamt 1) | 1                                          | Ramsey Lewis                               | Sun Goddess                                 | -                         |
| 31. Mai 1975 – 6. Juni 1975 1 Woche (insgesamt 1) | 1                                          | Barry White                                | Just Another Way to Say I Love You          | -                         |
| 7. Juni 1975 – 20. Juni 1975 2 Wochen (insgesamt 2) | 2                                          | The O’Jays                                 | Survival                                    | -                         |
| 21. Juni 1975 – 11. Juli 1975 3 Wochen (insgesamt 5) | 5                                          | Earth, Wind and Fire                       | That’s the Way of the World                 | -                         |
| 12. Juli 1975 – 18. Juli 1975 1 Woche (insgesamt 1) | 1                                          | Van McCoy and the Soul City Symphony       | Disco Baby                                  | -                         |
| 19. Juli 1975 – 8. August 1975 3 Wochen (insgesamt 3) | 3                                          | The Isley Brothers                         | The Heat Is On                              | -                         |
| 9. August 1975 – 22. August 1975 2 Wochen (insgesamt 2) | 2                                          | Isaac Hayes                                | Chocolate Chip                              | -                         |
| 23. August 1975 – 29. August 1975 1 Woche (insgesamt 1) | 1                                          | Average White Band                         | Cut the Cake                                | -                         |
| 30. August 1975 – 5. September 1975 1 Woche (insgesamt 1) | 1                                          | War                                        | Why Can’t We Be Friends?                    | -                         |
| 6. September 1975 – 19. September 1975 2 Wochen (insgesamt 2) | 2                                          | B. T. Express                              | Non-Stop                                    | -                         |
| 20. September 1975 – 26. September 1975 1 Woche (insgesamt 4) | 4                                          | The Isley Brothers                         | The Heat Is On                              | -                         |
| 27. September 1975 – 10. Oktober 1975 2 Wochen (insgesamt 2) | 2                                          | Ohio Players                               | Honey                                       | -                         |
| 11. Oktober 1975 – 24. Oktober 1975 2 Wochen (insgesamt 2) | 2                                          | Richard Pryor                              | … Is It Something I Said?                   | -                         |
| 25. Oktober 1975 – 31. Oktober 1975 1 Woche (insgesamt 3) | 3                                          | Ohio Players                               | Honey                                       | -                         |
| 1. November 1975 – 14. November 1975 2 Wochen (insgesamt 2) | 2                                          | Al Green                                   | Al Green Is Love                            | -                         |
| 15. November 1975 – 21. November 1975 1 Woche (insgesamt 1) | 1                                          | KC and the Sunshine Band                   | KC and the Sunshine Band                    | -                         |
| 22. November 1975 – 28. November 1975 1 Woche (insgesamt 1) | 1                                          | Natalie Cole                               | Inseparable                                 | -                         |
| 29. November 1975 – 5. Dezember 1975 1 Woche (insgesamt 1) | 1                                          | Silver Convention                          | Save Me                                     | -                         |
| 6. Dezember 1975 – 19. Dezember 1975 2 Wochen (insgesamt 2) | 2                                          | The Staple Singers                         | Let’s Do It Again                           | -                         |
| 20. Dezember 1975 – 26. Dezember 1975 1 Woche (insgesamt 1) | 1                                          | Grover Washington, Jr.                     | Feels So Good                               | -                         |